# Nils Lorens Rahmström
Nils Lorens Rahmström, född 24 december 1792 i Säbrå socken, Västernorrlands län, död 29 januari 1861 i Gävle, var en svensk läkare. 
Rahmström blev student vid Uppsala universitet 1813, medicine kandidat 1819, medicine licentiat 1822, medicine doktor samma år och kirurgie magister 1823. Han var bataljonsläkare vid Jämtlands fältjägarregemente i Östersund 1823–1824 och vid Hälsinge regemente i Mohed 1824–1828, t.f. provinsialmedikus i Gästrikland 1828–1833 och regementsläkare vid Hälsinge regemente från 1828. Han var sekreterare vid Gävleborgs läns hushållningssällskap från 1838.